# اندری دمچوک
اندری دمچوک (انگلیسی: Andriy Demchuk؛ زادهٔ ۱۱ دسامبر ۱۹۷۴) ورزشکار وزنه‌برداری اهل اوکراین است.